# Sterculia chrysodasys
Sterculia chrysodasys är en malvaväxtart som beskrevs av Friedrich Anton Wilhelm Miquel. Sterculia chrysodasys ingår i släktet Sterculia och familjen malvaväxter. Inga underarter finns listade i Catalogue of Life.